# Karachiya
Karachiya é uma vila no distrito de Vadodara, no estado indiano de Gujarat.

## Demografia
Segundo o censo de 2001, Karachiya tinha uma população de 7732 habitantes. Os indivíduos do sexo masculino constituem 56% da população e os do sexo feminino 44%. Karachiya tem uma taxa de literacia de 72%, superior à média nacional de 59,5%: a literacia no sexo masculino é de 80% e no sexo feminino é de 61%. Em Karachiya, 12% da população está abaixo dos 6 anos de idade.